# 부호 (상나라)
부호(婦好, 중국어 발음 fù hǎo, ? ~ 기원전 1200년)는 상나라의 무정(武丁)의 왕후였다. 문자로서 기록된 중국 역사상 최초의 여자 정치인, 장군이다. 
무정(武丁)은 결혼동맹으로 부족의 연맹을 가꾸었다. 부호는 그러한 결혼 통하여 상나라 왕실에 입궁하였다. 무정은 그녀를 장군과 제사장으로도 임명하였다. 그녀는 13000명의 군대를 통솔하여 수많은 군사원정을 이끌었으며, 창족, 이족, 파족과 같은 주변 민족을 격파하였다. 그녀의 전공은 갑골문에 기록되었다.
부호의 무덤은 은허에서 발굴되었는데 청동기와 도기들이 부장되어 있었다. 
부호의 무덤은 1976년에 발굴되어 공개되어 있다.

## 같이 보기
- 상나라